# Lion Sokar
Lion Sokar (* 4. April 1990 in München) ist ein deutscher Filmschauspieler.

## Biografie
Lion Sokar debütierte 2001 in einer Nebenrolle in Nirgendwo in Afrika von Caroline Link.
Nach weiteren Filmprojekten, darunter der 2005 produzierte Kinofilm Die Wolke, stand Sokar seit 2006 für die vom ZDF produzierte Fernsehserie Forsthaus Falkenau vor der Kamera. Die Serie wurde mit der 18. Staffel 2007 erfolgreich neu gestartet und 2008 mit der 19. Staffel fortgesetzt. Sokar spielte dort bis zur Beendigung der Serie 2013 in einer Hauptrolle, später in einer Nebenrolle den Stiefsohn des Försters Stefan Leitner (Hardy Krüger jr.), Daniel Schwanthaler.

## Auszeichnungen
- Bayerischer Filmpreis 2007 – Bester Jugendfilm für Die Wolke